# 八戸学院大学短期大学部
八戸学院大学短期大学部（はちのへがくいんだいがくたんきだいがくぶ、英語: HACHINOHE GAKUIN UNIVERSITY JUNIOR COLLEGE）は、青森県八戸市美保野13-384に本部を置く日本の私立大学。1971年創立、1971年大学設置。大学の略称は八学短大。

## 概観

### 大学全体
- 青森県八戸市に所在する日本の私立短期大学で、設置主体は学校法人光星学院[1]。
- 1971年に八戸短期大学として開学。以後、幾度の学名変更を行い、2017年度より現校名となる。2学科からなっている。

### 建学の精神（校訓・理念・学是）
- 八戸学院大学短期大学部における建学の精神は「神を敬し、人を愛する」となっている。

### 教育および研究
- 八戸学院大学短期大学部の幼児保育学科では、系列幼稚園での「教育実習」が取り入れられている。

### 学風および特色
- 八戸学院大学短期大学部は、カトリックの思想に基づいた教育が行われている。系列校に八戸学院大学や高校野球で有名な八戸学院光星高等学校などがある。
- 学科を問わず、卒業までにHallelujah（メサイア）を覚えることとなっている。

## 沿革
- 1971年
  - 1月27日 左記を以て文部省[注 1]より短期大学の設置が認可される。[2][3]
  - 4月1日 八戸短期大学（はちのへたんきだいがく）として以下の学科体制にて開学[注 2]。
    - 幼児教育学科 入学定員100名

  - 5月1日 学生数[6]/定員
    - 幼児教育学科 42[注釈 1]/100
- 1973年
  - 4月1日 光星学院八戸短期大学（こうせいがくいんはちのへたんきだいがく）と改称[7]。
  - 5月1日 学生数[8]/定員
    - 幼児教育学科 149[注釈 1]/200
- 1985年
  - 5月1日 学生数[9]/定員
    - 幼児教育学科 178[注釈 2]/200
- 1986年
  - 5月1日 学生数[10]/定員
    - 幼児教育学科 189[注釈 2]/200
- 1987年
  - 4月1日 以下の学科を増設する[注 3]。
    - 経営情報学科 入学定員100名[注 4]

  - 5月1日 学生数[15]/定員
    - 幼児教育学科 205[注釈 2]/180
    - 経営情報学科 128[注 5]/100
- 1988年
  - 5月1日 学生数[16]/定員
    - 幼児教育学科 181[注 6]/160
    - 経営情報学科 239[注 7]/200
- 1992年
  - 5月1日 学生数[注 8]/定員
    - 幼児教育学科 241[注 9]/160
    - 経営情報学科 333[注 10]/200
- 1999年
  - 5月1日 学生数[19]/定員
    - 幼児教育学科 216[注 11]/160
    - 経営情報学科 113[注 12]/200
- 2004年
  - 4月1日 学科名を以下の通り変更される[20]。
    - 幼児教育学科→幼児保育学科[注 13]
    - 経営情報学科→現代ビジネス学科[注 14]
- 2005年
  - 4月1日 校名を八戸短期大学に改称[21]。
- 2006年
  - 4月1日 現代ビジネス学科をライフデザイン学科に改組される[注 15]
- 2009年
  - 4月1日 以下の学科を増設する[注 16]。
    - 看護学科 入学定員80名
- 2013年
  - 4月1日 校名を八戸短期大学から八戸学院短期大学に改称[25]。
- 2014年
  - 1月 平成26年度大学入試センター試験参加短期大学の1校となる[26]。
- 2015年
  - 1月 平成27年度大学入試センター試験参加短期大学の1校となる[27]。
- 2015年
  - 4月1日 以下の学科については、この年度で学生募集を最終とする[注 17]。
    - 看護学科
- 2016年
  - 1月 平成28年度大学入試センター試験参加短期大学の1校となる[29]。
- 2017年
  - 4月1日 校名を八戸学院短期大学から八戸学院大学短期大学部に改称[30]。
  - 同 以下の学科については、この年度で学生募集を最終とする[注 18]。
    - ライフデザイン学科
- 2018年
  - 3月31日 以下の学科については左記をもって正式に廃止とする[31]
    - 看護学科
- 2019年
  - 4月1日 以下の学科を増設する[32]。
    - 介護福祉学科 入学定員40名

  - 4月 以下の学科については左記をもって正式に廃止とする[33]。
    - ライフデザイン学科
- 2021年
  - 4月1日 幼児保育学科の入学定員を100→80に減員[34]。

## 基礎データ

### 所在地
- 青森県八戸市美保野13-384

### 交通アクセス
- 以下の各駅からバスの便がある。
  - JR東日本東北本線および青い森鉄道八戸駅
  - JR八戸線本八戸駅

- ほか、スクールバスがある。遠距離通学している学生の大半は、これを利用している。

### 象徴
- 右記資料も参照のこと[注 19]

## 教育および研究

### 組織

#### 学科
- 幼児保育学科 入学定員80名[注 20]
- 介護福祉学科 入学定員40名[注 21]

##### 過去にあった学科
- ライフデザイン学科 入学定員40名[注 22]
- 看護学科 入学定員80名[注 23]

#### 専攻科
- なし

#### 別科
- なし

##### 取得資格について
- 保育士資格と幼稚園教諭二種免許状が幼児保育学科にて取得できるようになっている。
- 介護福祉学科では介護福祉士国家試験の受験資格が得られる。

#### 附属機関
- 八戸学院地域連携研究センター
- 八戸学院図書館

### 研究
- 『八戸短期大学研究紀要』[40]
- 『光星学院八戸短期大学研究紀要』[41]
- 『八戸学院短期大学研究紀要』[42]

## 学生生活

### 部活動・クラブ活動・サークル活動
- 八戸学院大学短期大学部のクラブ活動
  - 体育系：バスケットボール・バレーボール・水泳ほか
  - 文化系：「芸術造形研究」・「ウィンドアンサンブル」ほか

### 学園祭
- 八戸学院大学短期大学部の学園祭は「光華(ひかり)祭」と呼ばれ毎年、概ね10月中旬に行われている。

## 大学関係者と組織

### 大学関係者一覧
学長
- 森田重次郎（元衆議院議員）
- 蛇口浩敬（元東京銀行取締役）

#### 出身者
- 愛（タレント、モデル、歌手）
- 小桧山吉紀（政治家）

## 施設

### キャンパス
- 学生会館
- 学友会館
- 光星学院総合体育館
- 野球場（3箇所ある）
- サッカー場（2箇所ある）
- ラグビー場
- 運動場
- 弓道場
- 短期大学体育館
- テニスコート（2面ある）
- 短期大学運動場
- 教職員宿舎

### 寮
- 八戸学院大学短期大学部では、大学硬式野球部と共同で「飛天寮」と称した学生寮が利用できる。

## 対外関係

### 系列校
- 八戸学院大学
- 八戸学院光星高等学校
- 八戸学院野辺地西高等学校

## 卒業後の進路について

### 編入学・進学実績
- これまでの実績では、系列の八戸学院大学ほか東北福祉大学などがある。

## 附属学校
- 八戸学院幼稚園
- 八戸学院幼稚園聖アンナ
- 八戸学院幼稚園第二しののめ